# شین سونگ-گیوم
شین سونگ-گیوم ( کره‌ای: 신숭겸; هانجا: 申崇謙  (زاده ۸۸۲ - اکتبر ۹۲۷) یک ژنرال کره‌ای در دوران پرآشوب سه پادشاهی متأخر در اوایل قرن دهم بود. او که در گوانگ‌هه‌جو (چونچون امروزی) متولد شد، در پادشاهی ته‌بونگ به مقام ژنرالی رسید. او در کمک به وانگ گون ، که بعدها دولت گوریو را تأسیس کرد، برای دستیابی به قدرت نقش مهمی داشت. او به طور گسترده به عنوان بنیانگذار قبیله پیونگ‌سان شین ، که شامل بازیگر مشهور شین سه-کیونگ نیز می‌شود، شناخته می‌شود. 
امروزه شین به خاطر جان دادنش برای وانگ گون پس از شکست نیروهایشان توسط بکجه جدید در نزدیکی دائگو امروزی، به یاد آورده می‌شود.  طبق افسانه، این دو زره‌هایشان را با هم تعویض کردند تا پادشاه بتواند از میدان نبرد بگریزد، در حالی که وانگ گون از میدان نبرد گریخت،شین و ارتش باقی مانده شجاعانه علیه ارتش بکجه جدید به مقابله پرداختند. اما در نهایت، ارتش او شکست خورد و در جنگل، شین مورد اصابت تیر قرار گرفت و توسط دشمن به قتل رسید.   سر او را از تنش جدا کردند و آن را برای گیون هوان ، پادشاه بکجه جدید، فرستادند.
شین از طریق تنها پسرش، شانزدهمین جد بزرگ شین سایمدانگ و هفدهمین جد بزرگ سین ریپ شد.

## خانواده
- پدر - نام ناشناخته (۸۴۵ - ?)
- نام مادر - نامشخص (۸۴۵ -) ?)
- خواهر/برادر
  - برادر بزرگتر - شین نونگ-گیل ( کره‌ای: 신능길; هانجا: 申能吉 ؛ ۸۷۲ – ?)
- همسران و مسائل مربوط به آنها
  - بانو کیم ( کره‌ای: 김씨; هانجا: 金氏 ؛ ۸۶۹ – ?)
    - دختر - بانو شین از خاندان پیونگسان شین ( کره‌ای: 평산 신씨; هانجا: 平山 申氏 ؛ ۸۹۶ – ?)
    - دختر - بانو شین از خاندان پیونگسان شین ( کره‌ای: 평산 신씨; هانجا: 平山 申氏 ؛ ۹۰۰ – ?)
    - پسر - شین پو جانگ ( کره‌ای: 신보장; هانجا: 申甫藏 ؛ ۹۰۳ – ?)
    - دختر - بانو شین از خاندان پیونگسان شین ( کره‌ای: 평산 신씨; هانجا: 平山 申氏 ؛ ۹۱۳ – ?)

  - لیدی یو از قبیله مونهوا یو ( کره‌ای: 문화 유씨; هانجا: 文化 柳氏 ؛ ۹۱۲ – ؟).

## تصویرسازی مدرن
- عشق اول (۱۹۹۶–۱۹۹۷) [الف]
- ته‌جو وانگ‌گون (2000-2002)، با بازی کیم هیونگ ایل
- تاریخ غیررسمی هزار روز - قسمت ۷۳ ( ko ) (2018)
- ته‌جو وانگ گون (۲۰۲۲) [۵]

## همچنین ببینید
- فهرست مردم گوریو
- تاریخ کره
- تاریخ نظامی کره

## توجه داشته باشید
1. ↑  In Episode 26, there is a scene where Choi Soo-jong and Lee Seung-yeon look around the tomb of Sin Sung-gyeom in Chuncheon, after that, 4 years after the end of first love, Choi Soo-jong playing the role of Taejo in Taejo Wang Geon, and the scene appears that he weeps loudly when he sees Sin Sung-gyeom serving as bait and going to die.[۴]